# إدواردو سانتوس
إدواردو سانتوس (بالإسبانية: Eduardo Santos) (و. 1888 – 1974 م) هو صحفي، ودبلوماسي، وسياسي، ومحام من كولومبيا ولد في بوغوتا.
وهو عضو في الحزب الليبرالي الكولومبي .

## التعليم
تعلم في الجامعة الوطنية.

## روابط خارجية
- إدواردو سانتوس على موقع الموسوعة البريطانية (الإنجليزية)